# Branko Klarić
Branko Klarić (Jesenice, 12. kolovoza 1912. – Križni put, svibnja 1945.) bio je hrvatski pjesnik.

## Životopis
Rodio se 1912. godine u Jesenicama kod Dugog Rata. U Sinju je završio franjevačku gimnaziju. U Zagrebu je studirao hrvatski jezik i književnost na Filozofskom fakultetu. 
Njegova zbirka pjesama izdana u Zagrebu 1943. godine sadrži niz pjesmama koje slave Antu Pavelića i ustaški pokret, primjerice "Geniju Hrvatske", "Razcvali san", "Blaga viest", "Psalam za Hrvatsku i za Poglavnika", "Ustaška Lađa", "Pod okrvavljenim fesom" te "Ustaši koji je pao", koja je posvećena Juri Francetiću.
Umro je 1945. godine u povlačenju ustaške vojske na zapad.

## Priznanja
Posvećena mu je Večer domoljubne poezije 2012. godine.
Pjesma mu je objavljena u antologiji duhovne poezije Krist u hrvatskom pjesništvu iz 2007. u izboru Vladimira Lončarevića.

## Djela
- Missa poetica, zbirka pjesama, 1936.
- Darovi vječnosti, zbirka pjesama, 1939.
- Sklopljenih ruku, zbirka pjesama, 1940.
- Majčin grijeh, knjiga pripovijesti, 1940.
- Slava katedrale, zbirka pjesama, 1942.
- Svečano bogoslužje, sabrane pjesme, 1945.
- Božji dani, roman